# FDP-Bundesparteitag 1999
Koordinaten: 53° 5′ 12″ N, 8° 49′ 0″ O

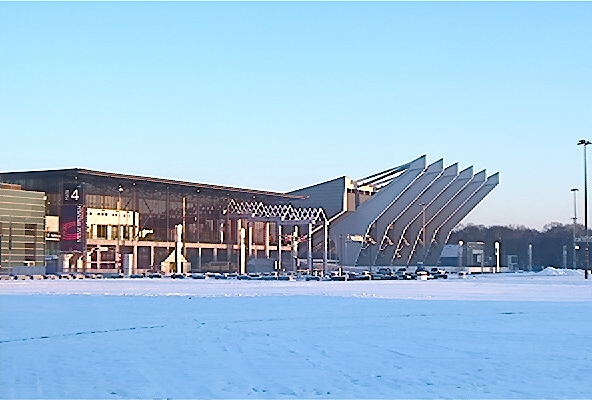
Der Ursprungsbau der Stadthalle Bremen von 1964, links das 1993 eingeweihte Congress Centrum Bremen

Den Bundesparteitag der FDP 1999 hielt die FDP vom 28. bis 30. Mai 1999 in Bremen ab. Es handelte sich um den 50. ordentlichen Bundesparteitag der FDP in der Bundesrepublik Deutschland.

## Verlauf
Der Tagungsort wurde im Hinblick auf die bevorstehende Bürgerschaftswahl in Bremen am 6. Juni 1999 gewählt. Auf dem Parteitag wurde über die Steuerpolitik und den Umbau des Sozialstaats diskutiert.

## Beschlüsse
Der Parteitag beschloss ein Zehnpunkte-Programm zur Mittelstandspolitik, eine Kampagne zur sogenannten Scheinselbständigkeit, Papiere zur Einkommensteuer, zur Altersteilzeit, zum Ladenschluss, zur Qualitätssicherung an Schulen, zur schulischen Förderung Hochbegabter, zum Hochschulsponsoring, zur Modernisierung der Dualen Ausbildung, zur Reform des Stiftungsrechts, zur Todesstrafe, zur Ablehnung von flächendeckenden Abhörmaßnahmen, zum verbesserten Datenschutz bei Mobiltelefonen, zur Abschaffung des Arbeitserlaubnisrechts, zur Qualitätsverbesserung der Deutschen Bahn und zur Gesundheitsreform 2000. Es wurden außerdem Neufassungen der Bundessatzung, der Geschäftsordnung, der Schiedsgerichtsordnung und der Finanz- und Beitragsordnung verabschiedet.

## Bundesvorstand
Dem Bundesvorstand gehörten nach der Neuwahl 1999 an:
| Vorsitzender                 | Wolfgang Gerhardt |
| Stellvertretende Vorsitzende | Rainer Brüderle, Walter Döring, Cornelia Pieper |
| Schatzmeister                | Carl-Ludwig Thiele |
| Beisitzer im Präsidium       | Sabine Leutheusser-Schnarrenberger, Jürgen Möllemann, Günter Rexrodt |
| Generalsekretär              | Guido Westerwelle |
| Beisitzer im Bundesvorstand  | Heinrich Arens, Gisela Babel, Hans-Artur Bauckhage, Stefan Berndes, Peter Braun, Jorgo Chatzimarkakis, Mehmet Daimagüler, Ulrike Flach, Paul Friedhoff, Rainer Funke, Christoph Hartmann, Helmut Haussmann, Ulrich Heinrich, Walter Hirche, Burkhard Hirsch, Birgit Homburger, Werner Hoyer, Michael Kauch, Jürgen Koppelin, Hans Kreher, Wolfgang Kubicki, Rolf-Peter Lange, Ina Lenke, Uwe Lühr, Martin Matz, Jan Mücke, Ursula Müller, Rainer Ortleb, Detlev Paepke, Christina Renner, Cornelia Schmalz-Jacobsen, Hermann Stützer, Dieter Thomae, Ruth Wagner |
| Ehrenvorsitzende             | Hans-Dietrich Genscher, Otto Graf Lambsdorff, Walter Scheel |